# Vestálky

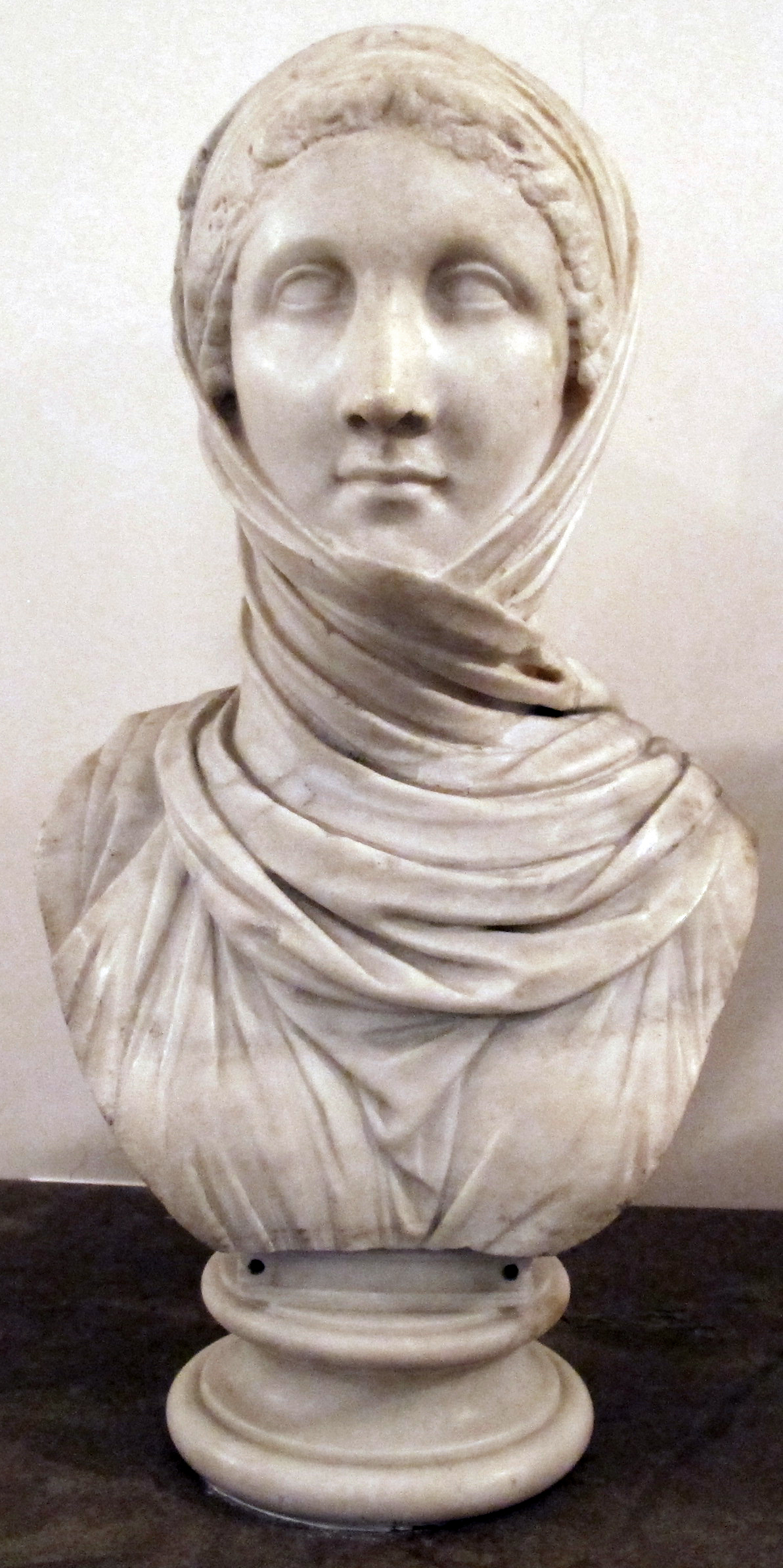
Římská kopie řecké helénské busty vestálky, 1.–3. stol. n. l.

Vestálky, latinsky virgines Vestales „Vestiny panny“ či virgines Vestae, byly ve starověkém římském náboženství panenské kněžky, služebnice bohyně Vesty. Jejich povoláním bylo hlídat a udržovat posvátný oheň v chrámu své bohyně a žít ve společenství.

## Služba

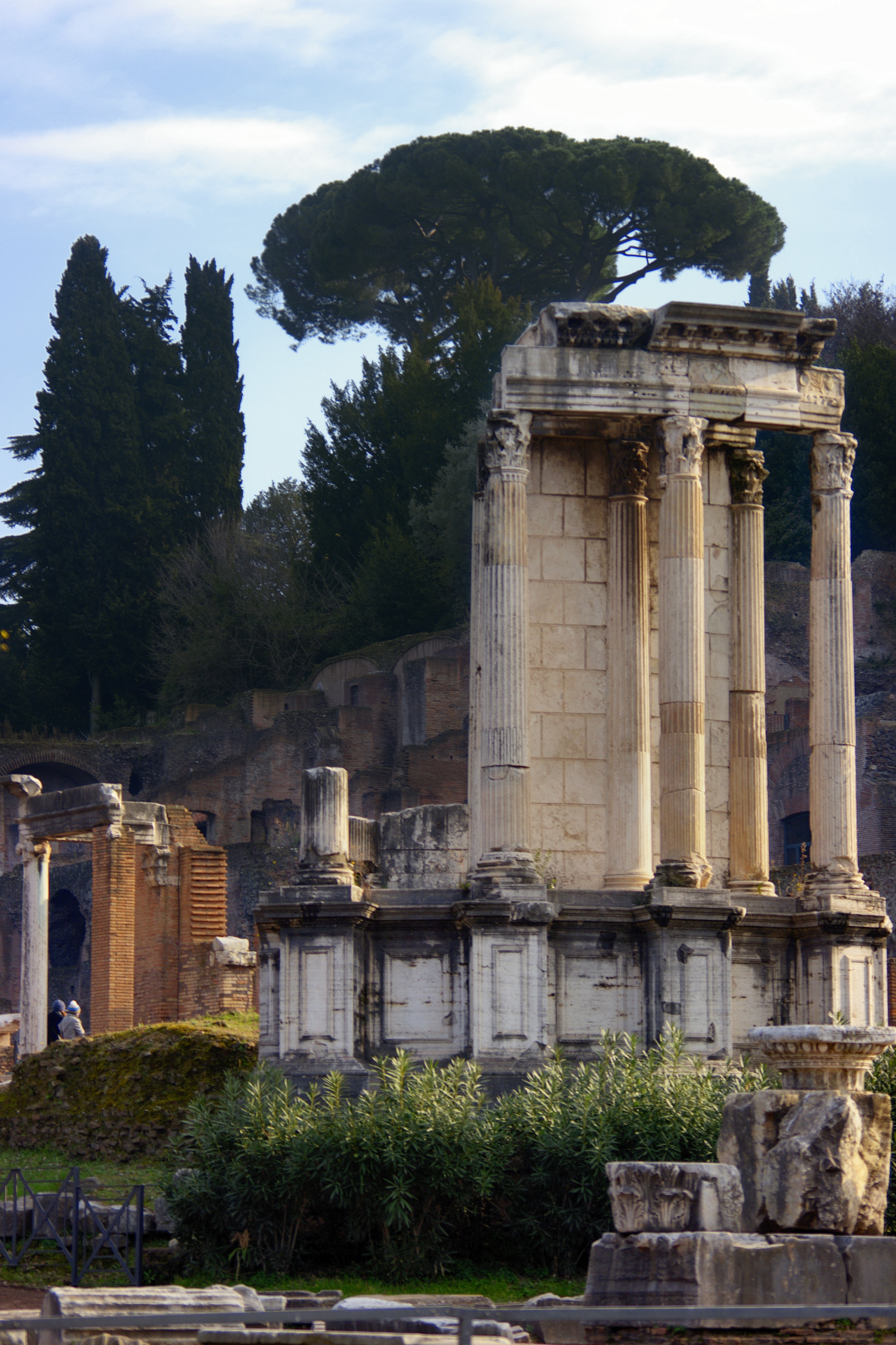
Ruiny Vestina chrámu v Římě

Kolegium Vestálek podle tradice zavedl legendární král Numa Pompilius, a to v počtu čtyř členek. Za vlády krále Servia Tullia kolem roku 535 př. n. l. měl být jejich počet navýšen na šest. V čele jejich komunity stála Nejvyšší panna (Virgo Vestalis maxima), vystupovaly však vždy společně jako jedna právní osoba. Jejich volbu prováděl nejdříve král, později pontifex maximus losem z dvanácti kandidátek z patricijských dívek ve věku mezi šesti až deseti lety. Podmínkou bylo, že jejich rodiče byli oba naživu a že vestálkou nebyla jejich sestra. Pontifex maximus také zůstával jejich poručníkem na místo jejich otce (pater familias). Na rozdíl od zbytku římského kněžstva vestálky byly placeny z veřejných prostředků a obývaly luxusní atrium Vestae při Vestině chrámu na Foru Romanu. Jejich služba trvala třicet let, deset let učení, deset provádění kultu a deset let výuky novicek, poté mohly své kněžské místo opustit a vdát se, stávalo se to však zřídka.
Kromě péče o posvátný oheň vestálky připravovaly mola salsa „solenou mouku“, užívanou při všech oficiálních obětních obřadech a pečovaly o různé posvátné předměty, například o Palladium, idol v podobě sochy bohyně Minervy, který měl ochraňovat město. Na konci svátku Vestalií 15. června očišťovaly chrám, který též každý den kropily vodou přinášenou v dlaních z Fons Camenarum. Významnou roli měly též v kultu Bony Deii a některých dalších kultech. Dále konaly oběti, denně se modlily za blaho římského lidu, především v dobách krize. Chodily oblečené do bílého roucha, vlasy měly upravené do šesti copů a při obětech byly zahaleny závojem zvaným suffibulum. Když potkaly zločince, zbavovaly jej trestu a byly oficiálně nedotknutelné. Měly svá vyhrazená místa na různých slavnostech a ustoupit jim musel i konzul. Představenou vestálek byla Virgo Vestalis Maxima „nejvyšší panna Vestina“.

## Tresty
Přes svou vysokou společenskou prestiž a moc byly vázány určitými omezeními, přísnými morálními pravidly reprezentace (odívání, chování) a sexuální absence. Porušení jejich pracovních povinností a morálního kodexu bylo chápáno jako prodigium – zlé znamení pro celou civitas. V případě vyhasnutí posvátného (věčného) ohně byla zodpovědná vestálka do krve zbičována pontifikem maximem. K tomu účelu byla určena zlá ulička na Esquilinu, kde v 6. století př. n. l. bydlel římský král Servius Tullius.
V případě ztráty panenství čekal vestálku trest smrti. Kvůli svému posvátnému statutu však vestálka nemohla být popravena přímo, proto byla odsouzena k pohřbu zaživa. Byla oblečena do rubáše, naložena do zakrytých pohřebních nosítek, jako by byla mrtvá, a v nich nesena v pohřebním průvodu, který vycházel z domu vestálek na římském Foru romanu, pokračoval po silnici Alta semita na Quirinalu a skončil v areálu pohřebiště provinilců Campus Sceleratus, na Poli poskvrnění v blízkosti Collinské brány. Tam byla vestálka zazděna v malé podzemní místnosti. Byla jí ponechána trocha chleba, vody, oleje a mléka, aby z její smrti nemohli být obviňováni Římané. Později stál na místě pohřebiště dům, ve kterém bydlela Lucrezia Borgia. V současnosti na tomto místě stojí budova Italského ministerstva financí.
Muž, který připravil vestálku o panenství, byl veřejně popraven. Ztráta panenství však byla u vestálek vzácná, a tak nebyla narušena jejich prestiž. Výjimkou bylo porušení slibu dvěma kněžkami v roce 216 př. n. l., tedy v roce kdy Hannibal porazil Římany v Bitvě u Kann. Existovaly také případy, kdy byla kněžka svého obvinění zproštěna. Stalo se tak například, když vestálka Tuccia dokázala svou nevinu tím, že přenesla z Tiberu na Forum Romanum vodu v sítu.. Tuto událost použil jako námět svého obrazu Karel Škréta. Druhou možnou zkouškou nevinnosti vestálky bylo vložení ruky do ohně. Pokud ji během pár minut nespálil, prokázala tím svou nevinu.

## Úpadek
Na počátku císařství postavení vestálek přes Augustovy snahy upadalo, patricijské rody se této služby pro své dcery vyhýbaly, přijímány tak musely být i dcery propuštenců. Situaci se snažil zlepšit císař Domitianus. Caracalla a Heliogabalus však kultu zase nepřáli. První křesťanský císař Konstantin výsady vestálek zachoval, již v roce 382 je Gratianus připravil o privilegia a majetek a v roce 394 na příkaz Theodosia zanikl kult definitivně.